# کرینگتون (داکوتای شمالی)
کرینگتون(به انگلیسی: Carrington) شهری در ایالت داکوتای شمالی کشور ایالات متحده آمریکا است که جمعیت آن در سرشماری سال ۲۰۱۰ میلادی، ۲٬۰۶۵ نفر بوده‌است.